# Romboid dreptunghic

Un romboid dreptunghic cu cercurile sale înscris și circumscris. Unghiurile vârfurilor din stânga și dreapta sunt unghiuri drepte.

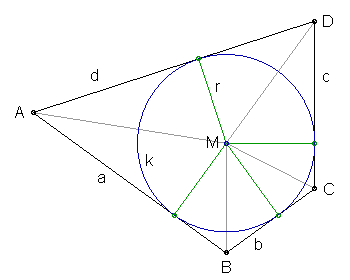
Patrulater circumscriptibil cu raza cercului înscris r și cei patru romboizi dreptunghici

În geometria euclidiană un romboid dreptunghic este un romboid (un patrulater ale cărui laturi pot fi grupate în două perechi de laturi adiacente de lungime egală) care poate fi înscris într-un Cerc circumscris. Adică este un romboid înscriptibil. Deci romboidul dreptunghic este un patrulater convex și are două unghiuri drepte opuse. Unghiurile drepte sunt situate între două laturi cu lungimi inegale. Toți romboizii dreptunghici sunt patrulatere bicentrice (patrulatere având atât cerc înscris, cât și circumscris). Una dintre diagonale (cea care este axă de simetrie) împarte romboidul dreptunghic în două triunghiuri dreptunghice și este și un diametru al cercului circumscris.
Într-un Patrulater circumscriptibil (cu cerc înscris) cele patru segmente dintre centrul cercului și punctele în care el este tangent la patrulater (r, cu verde în figura alăturată) împart patrulaterul în patru romboizi dreptunghici.

## Caracteristici
Un romboid este dreptunghic dacă și numai dacă are un cerc circumscris (prin definiție). Acest lucru este echivalent cu a fi un romboid cu două unghiuri drepte opuse.

## Formule metrice
Deoarece un romboid dreptunghic poate fi împărțit în două triunghiuri dreptunghice, următoarele formule metrice decurg cu ușurință din proprietățile binecunoscute ale triunghiurilor dreptunghice. Într-un romboid dreptunghic ABCD unde unghiurile opuse B și D sunt unghiuri drepte, celelalte două unghiuri pot fi calculate din
{\displaystyle \tan {\frac {A}{2}}={\frac {b}{a}},\qquad \tan {\frac {C}{2}}={\frac {a}{b}}}
unde a = AB = AD și b = BC = CD. Aria unui romboid dreptunghic este
{\displaystyle \displaystyle K=ab.}
Diagonala AC care este axa de simetrie are lungimea
{\displaystyle p={\sqrt {a^{2}+b^{2}}}}
și, deoarece diagonalele sunt perpendiculare (deci un romboid dreptunghic este un patrulater ortodiagonal cu aria {\displaystyle K={\frac {pq}{2}}}), cealaltă diagonală, BD, are lungimea
{\displaystyle q={\frac {2ab}{\sqrt {a^{2}+b^{2}}}}.}
Raza cercului circumscris este (conform teoremei lui Pitagora)
{\displaystyle R={\frac {\sqrt {a^{2}+b^{2}}}{2}}}
și, deoarece toți romboizii dreptunghici sunt circumscriptibili, raza cercului înscris este
{\displaystyle r={\frac {K}{s}}={\frac {ab}{a+b}}}
unde s este semiperimetrul.
Aria în funcție de razele cercurilor înscris, r, și circumscris, R, este
{\displaystyle K=r(r+{\sqrt {4R^{2}+r^{2}}}).}
Dacă segmentele dintre intersecția diagonalelor și vârfuri sunt, în ordine, {\displaystyle d_{1}}, {\displaystyle d_{2}},{\displaystyle d_{3}} și {\displaystyle d_{4}}, atunci
{\displaystyle d_{1}d_{3}=d_{2}d_{4}}
Acesta este un rezultat direct al teoremei mediei geometrice.

## Dualitate
Poligonul dual al romboidului dreptunghic este un trapez circumscriptibil.